# Lake Mweru Wantipa
Lake Mweru Wantipa er en sø i det nordlige Zambia. Må ikke forveksles med dens nærliggende nabo, Lake Mweru. Mweru Wantipa ligger mellem Mweru og Tanganyikasøen.
8°42′S 29°46′Ø / 8.700°S 29.767°Ø